# Claude (alligator)
Pour les articles homonymes, voir Claude.
Claude, né le 15 septembre 1995, est un alligator (Alligator mississippiensis) albinos mâle vivant à l'Académie des sciences de Californie, à San Francisco. Il est dépourvu de mélanine, ce qui rend sa peau incolore.

## Vie
Claude est né le 15 septembre 1995 en Floride, pesant alors environ 57 grammes. Il grandit dans une ferme en Floride.
Adulte, il pèse désormais une centaine de kilos et a une longueur de 2,87 mètres. Il a 76 dents. Dans la nature, il se trouvait en danger en raison de son albinisme qui ne lui permet pas de se camoufler dans son environnement comme le font les autres alligators. Il n’existe que quelques douzaines d’alligators albinos connus dans le monde, tous en captivité. 

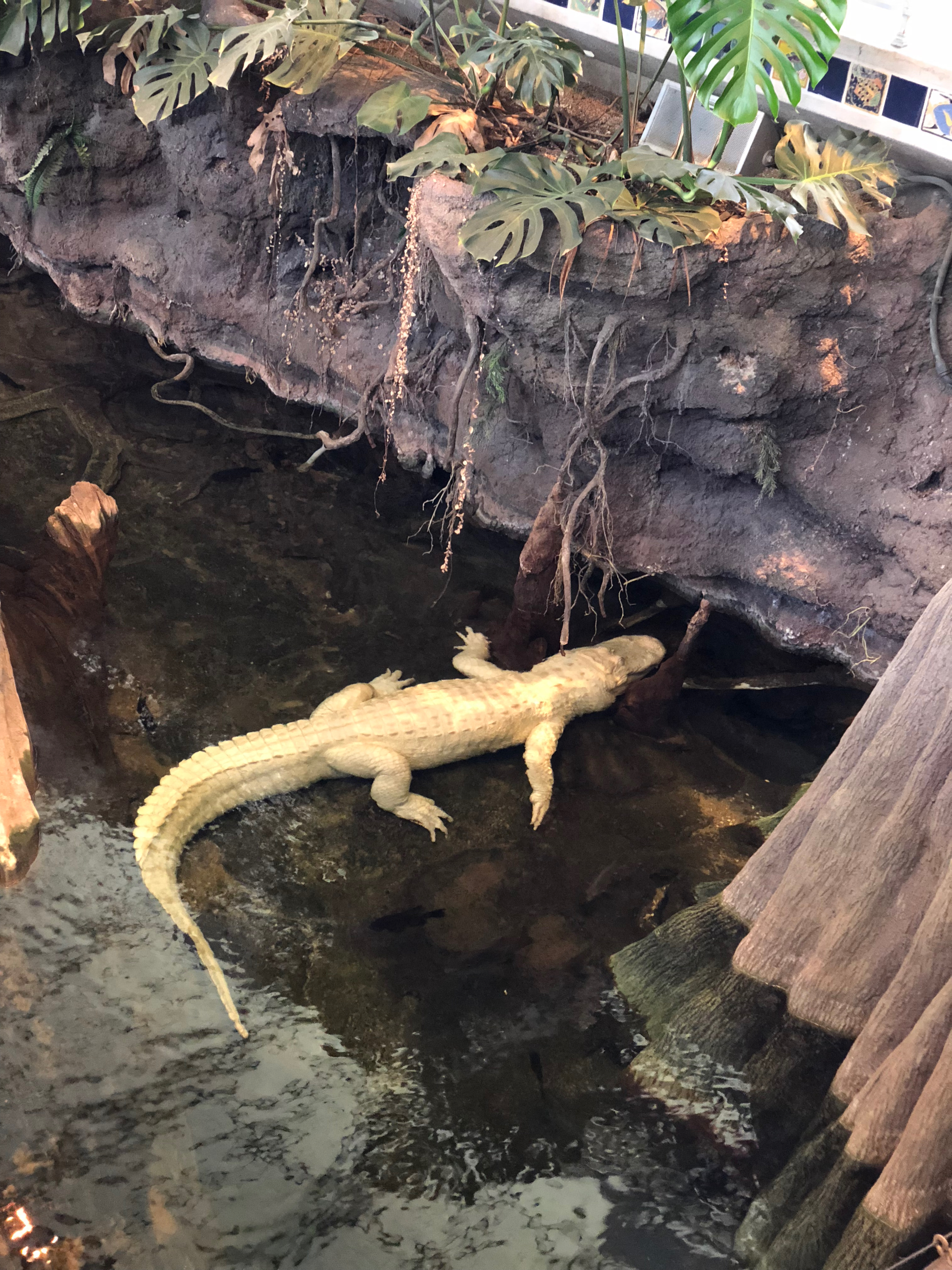
Claude dans son enclos, en 2018.

En 2008, Claude est déplacé à l'Académie des Sciences de Californie. Il partage son enclos pendant un an avec Bonnie, un autre aligator mâle non albinos. En 2009, un doigt de la griffe droite de Claude a été amputé après qu'il eut développé une infection à la suite d'une morsure de Bonnie,.
Claude apparaît complètement blanc car il est dépourvu de mélanine. Il a également une mauvaise vue en raison de son albinisme.